# Панчево
Па́нчево (серб. Панчево / Pančevo) — город в Сербии, автономном крае Воеводине, центр одноимённой общины и Южно-Банатского округа. В самом городе живут 76 203 жителей, в общине Панчево — 123 414. Вместе с пригородом Старчевом город Панчево, по последней переписи 2011, насчитывал 83 676 жителя. Город стоит при впадении реки Тамиш в Дунай, расстояние до Белграда — 14 километров.

## История
Старейшее название поселения, расположенного на месте современного Панчева, при впадении Тамиша в Дунай, было Панука. В ходе частой смены хозяев (римляне, кельты, гунны, авары, славяне, венгры, татары, турки, австрийцы) часто менялось и название этого стратегически важного места. Город назывался Пануцеа или Пануча в X веке, Бансиф в XII веке, в XV веке Панчел и Пенсей, в XVII веке Пайчова или Панзиова и Банчова, в начале XVIII века Чомба.
Впервые упоминается как торговый город в 1153 году, когда там помимо прочих народов проживали греки. В XV веке город заняли турки и держали под своей властью до 1716. Позже перешёл под власть Австро-Венгрии. В 1918 году, войдя в состав Югославии, получил современное название — Панчево. В 1999 году город неоднократно подвергался бомбёжкам НАТО.

## Промышленность
После Первой мировой войны промышленность Панчева переживала свою вторую молодость, возник один из индустриальных гигантов бывшей Югославии. В городе много фабрик, на которых работают десятки тысяч человек не только из Панчева, но и почти всего Южного Баната. В городе развита нефтехимическая, машиностроительная, обувная промышленность. Развит туризм.

## Культура и образование
С Панчевом связаны многие известные личности из области политики, науки, культуры. Среди них Прота Васа Живкович, Йован Йованович Змай, Михаил Пупин, Георгий Вайферт, Урош Предич, Йован Бандур, доктор Коста Милутинович, Исидора Секулич, Милош Црнянский, Милан Чурчин, Стоян Трумич, Божидар Йовович, Слободанка Шобота, Томислав Сухецкий, Пал Дечов, Миленко Првачки, Мирослав Антич, Васко Попа, Милорад Павич, Никола Рацков, Добривое Путник, артист Мирослав Жужич, балерина Ашхен Аталянц, художница Ольга Иваницкая и многие другие.
Газета «Панчевац» была основана в 1869.
В Панчеве есть химическое, медицинское, электротехническое, экономическое училища, Рабочий университет.
В 2005 в Панчеве открылся юридический факультет и факультет гуманитарных наук, в составе Международного университета в Новом Пазаре. Панчево — единственный город на Балканах, в котором есть студия еврейского языка и литературы.
В Панчеве ежегодно проводится карнавал. Неподалёку находится курортный остров Бела Стена.

## Спорт
В Панчеве существуют многочисленные спортивные общества из всех видов спорта (футбол, баскетбол, гандбол, водное поло, атлетика, шахматы, хоккей на траве, регби, дзюдо, карате, бокс).

## Население
| Народность                | Национальный состав согласно переписи 2022 года | Национальный состав согласно переписи 2022 года |
| Народность                | Человек                                         | %                                               |
| ------------------------- | ----------------------------------------------- | ----------------------------------------------- |
| Сербы                     | 91 500                                          | 79,25 %                                         |
| Македонцы                 | 3020                                            | 2,62 %                                          |
| Венгры                    | 2412                                            | 2,09 %                                          |
| Румыны                    | 2398                                            | 2,08 %                                          |
| Цыгане                    | 2124                                            | 1,84 %                                          |
| Словаки                   | 1045                                            | 0,91 %                                          |
| Югославы                  | 680                                             | 0,59 %                                          |
| Хорваты                   | 556                                             | 0,48 %                                          |
| Болгары                   | 419                                             | 0,36 %                                          |
| Муслимане                 | 246                                             | 0,21 %                                          |
| Черногорцы                | 243                                             | 0,21 %                                          |
| Русские                   | 144                                             | 0,12 %                                          |
| Немцы                     | 103                                             | 0,09 %                                          |
| Боснийцы                  | 98                                              | 0,08 %                                          |
| Словенцы                  | 98                                              | 0,08 %                                          |
| Горанцы                   | 59                                              | 0,05 %                                          |
| Региональная идентичность | 544                                             | 0,47 %                                          |
| Остальные                 | 616                                             | 0,53 %                                          |
| Неизвестно / Не указано   | 9149                                            | 7,92 %                                          |
| Всего                     | 115 454                                         | 100 %                                           |

## Архитектура и достопримечательности
- Успенская церковь
- Преображенская церковь
- Монастырь Войловица
- Церковь Святой Анны
- Пивоварня Вайферта

## Города-побратимы и города-партнеры
- Мрконич-Град, Босния и Герцеговина
- Приедор, Босния и Герцеговина
- Бяла-Слатина, Болгария
- Булонь-Бийанкур, Франция
- Неаполис, Греция
- Ставрополи, Греция
- Боньхад, Венгрия
- Равенна, Италия
- Куманово, Республика Македония
- Занстад, Нидерланды
- Решица, Румыния
- Ступино, Россия
- Воскресенск, Россия
- Михаловце, Словакия
- Таррагона, Испания

## Галерея

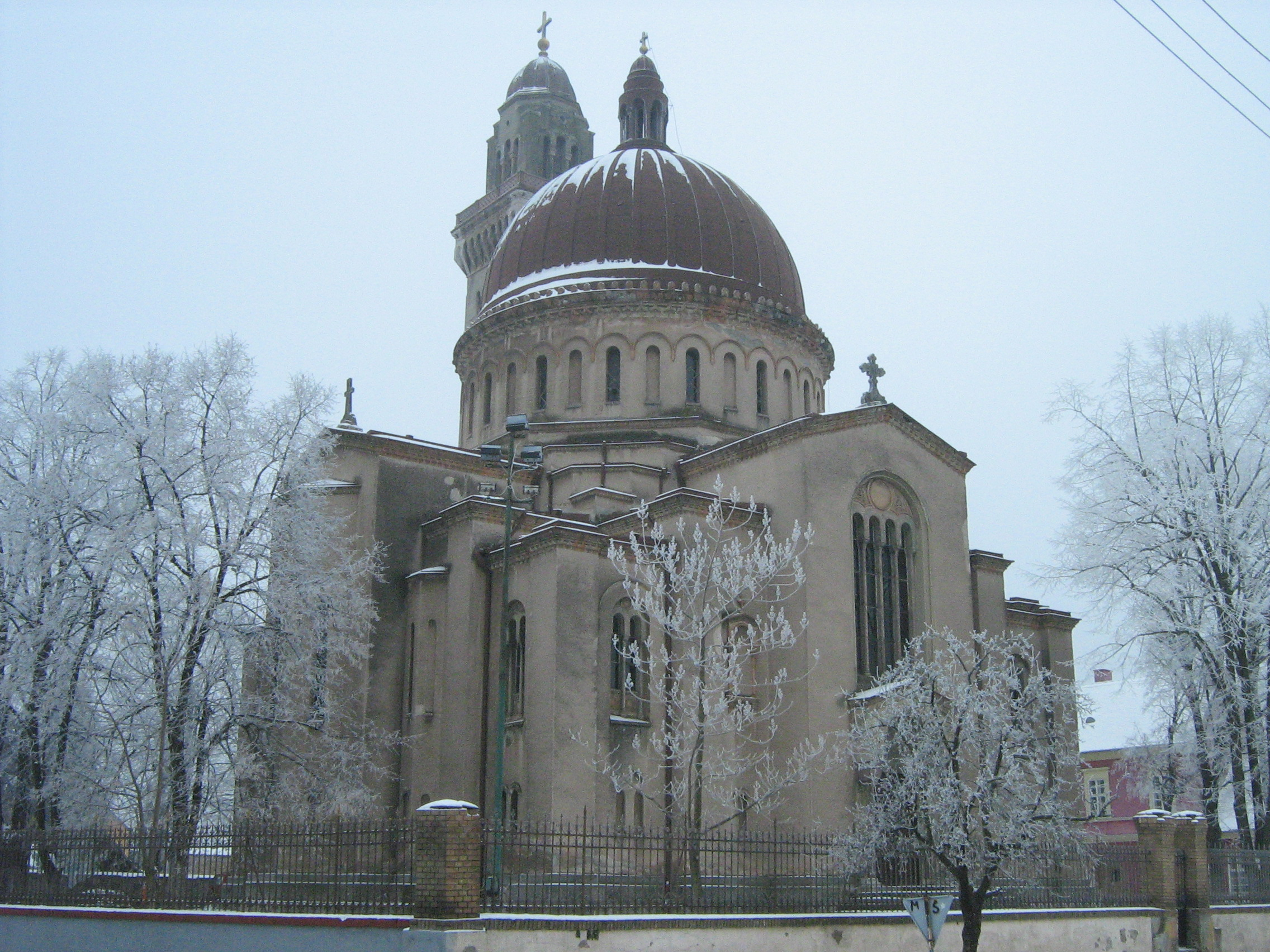
Преображенская церковь
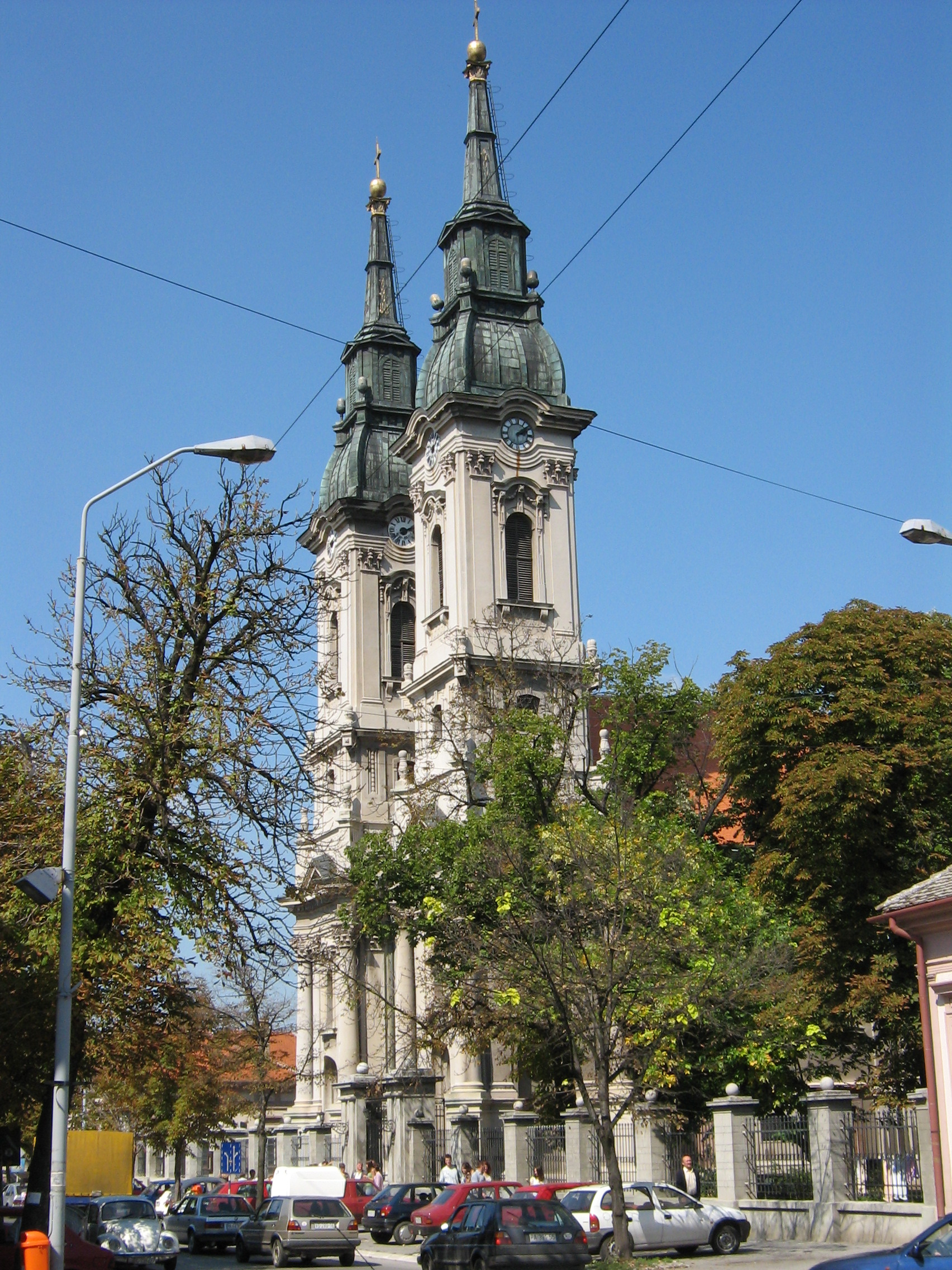
Успенская церковь
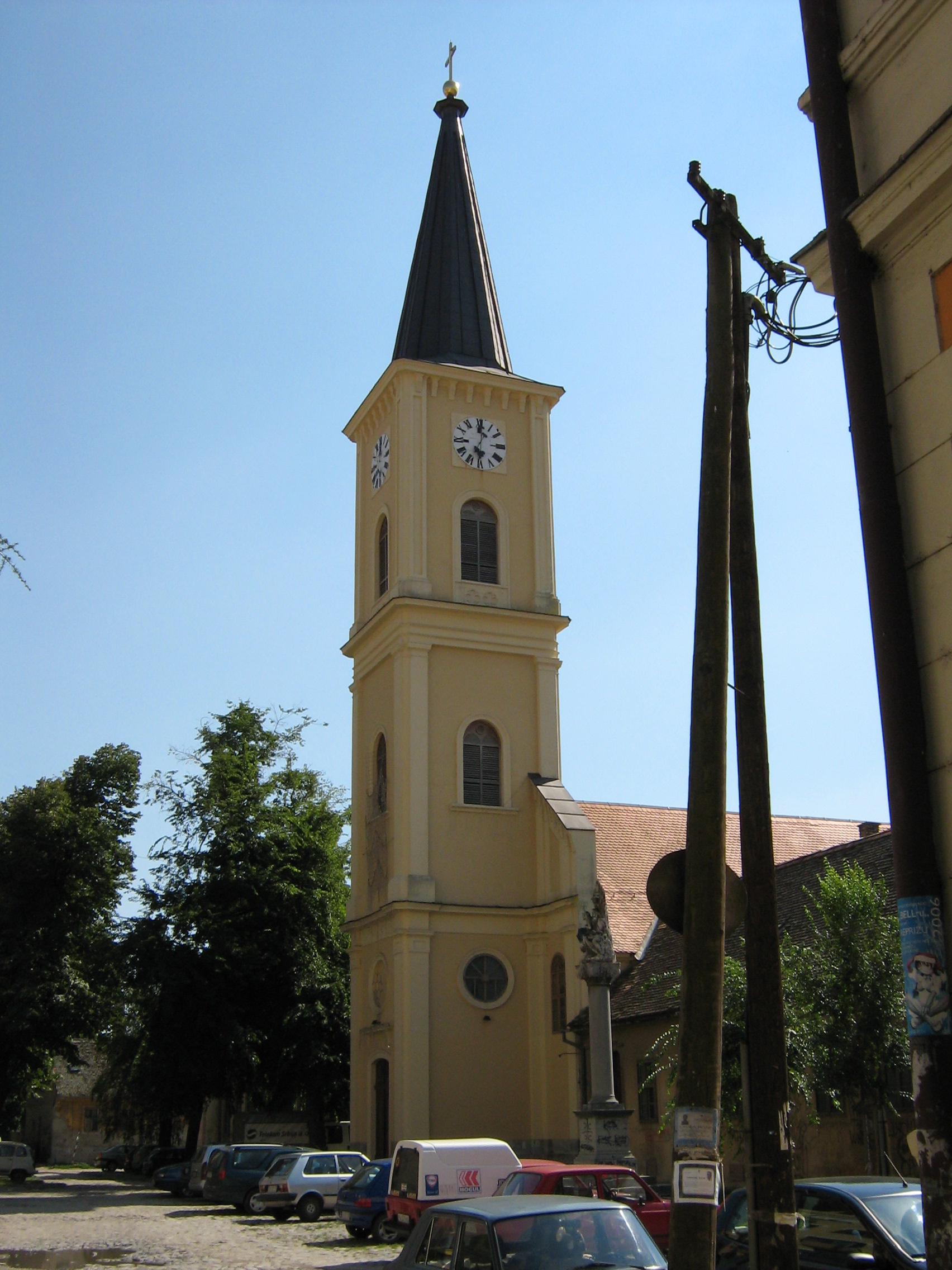
Католическая церковь
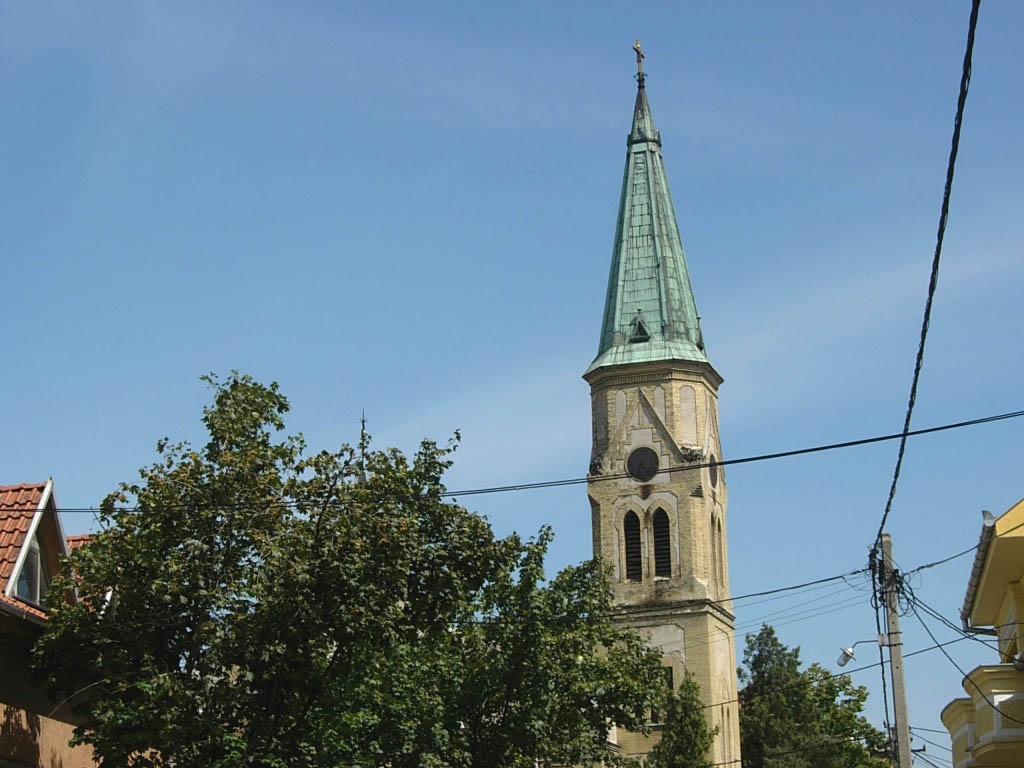
Евангелистическая церковь
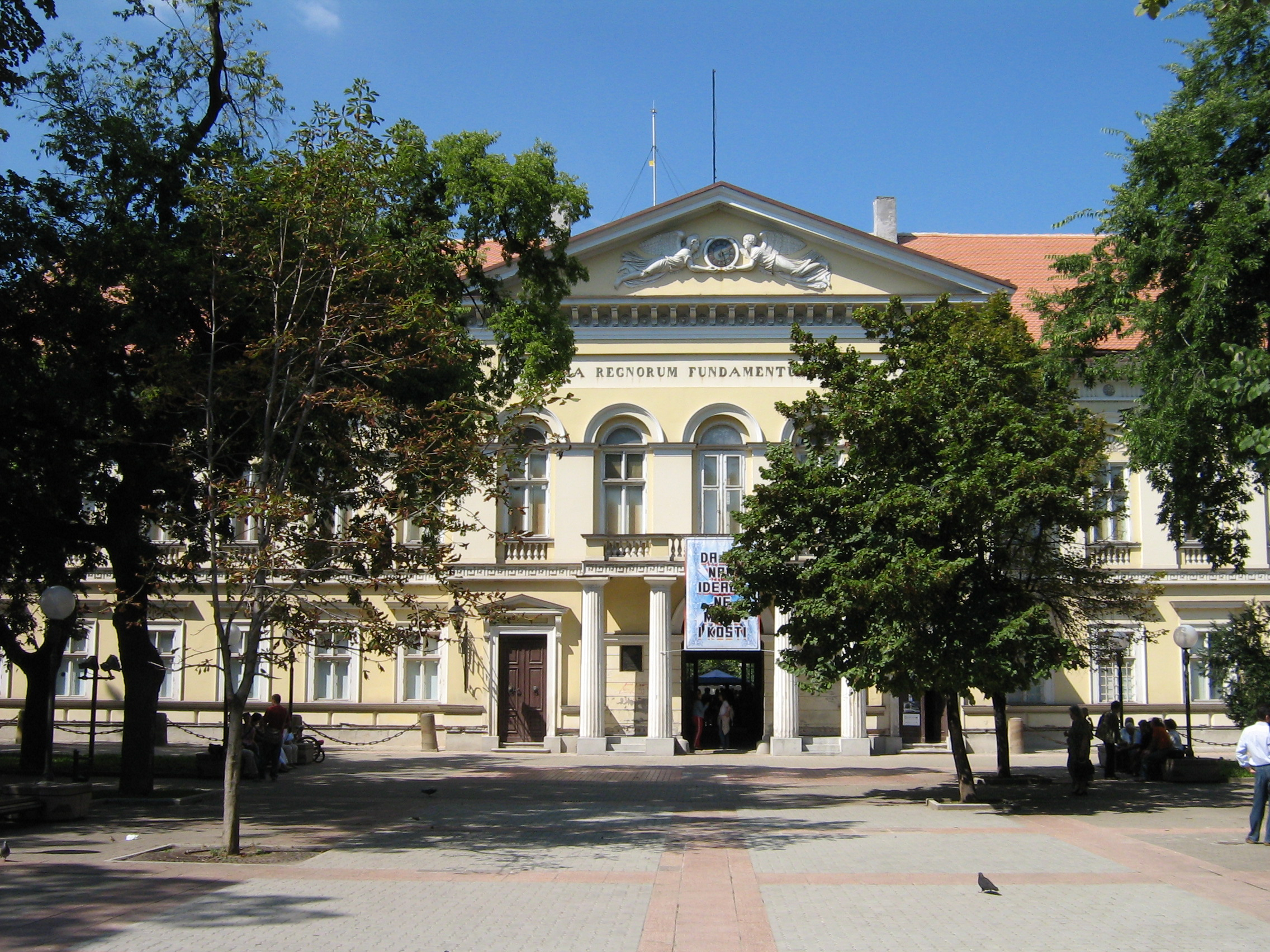
Национальный музей
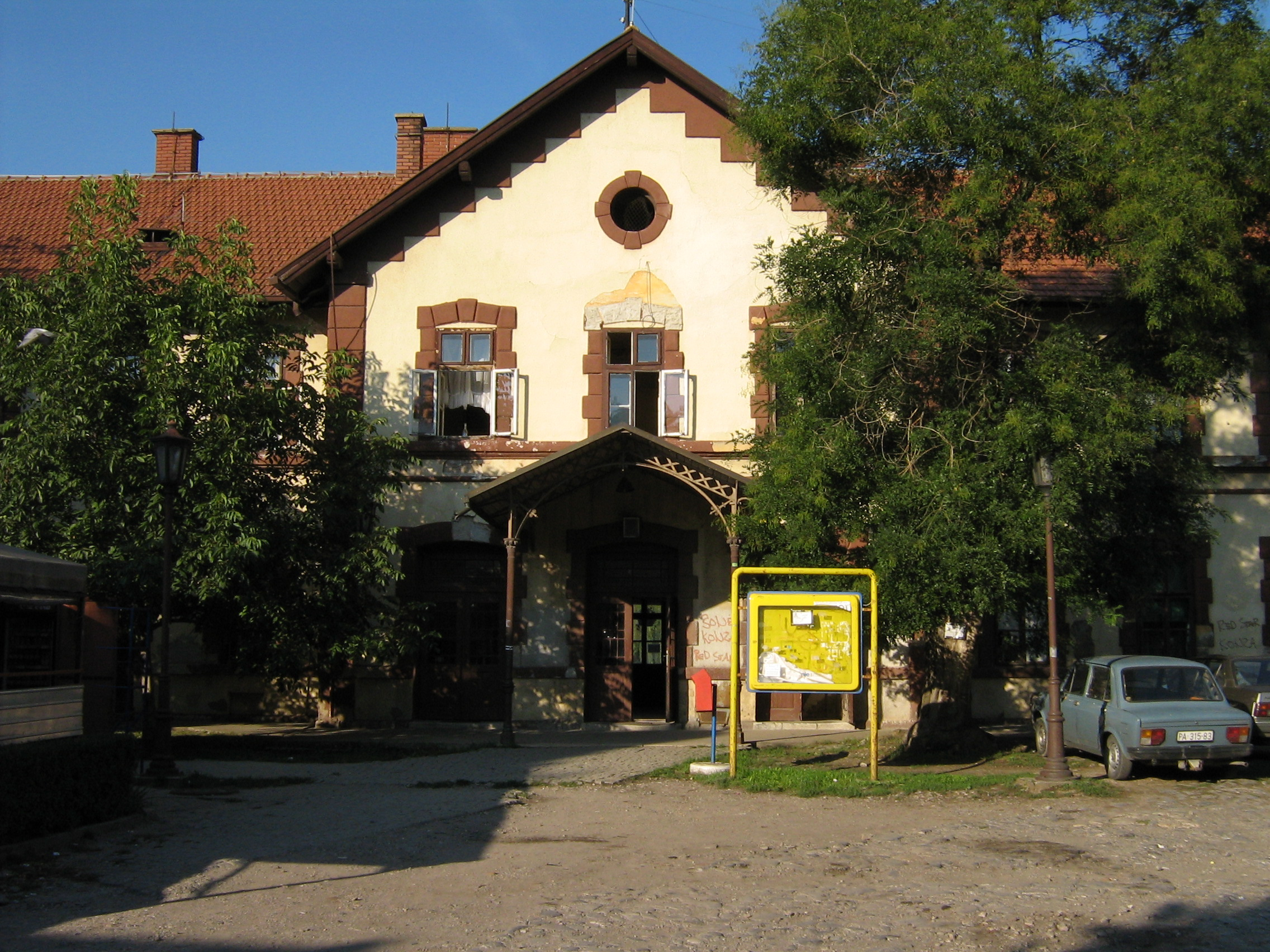
Железнодорожная станция
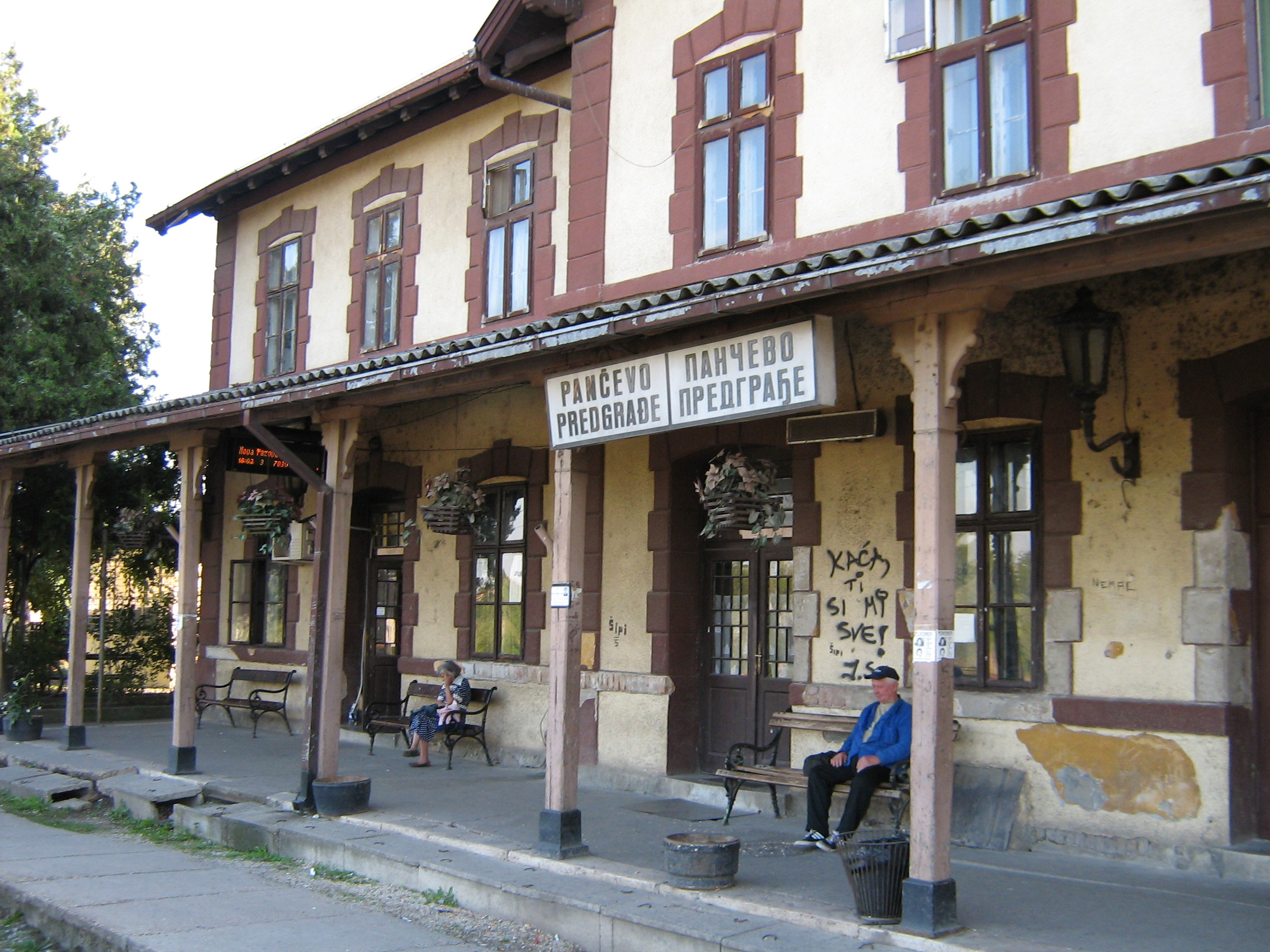
Железнодорожная станция
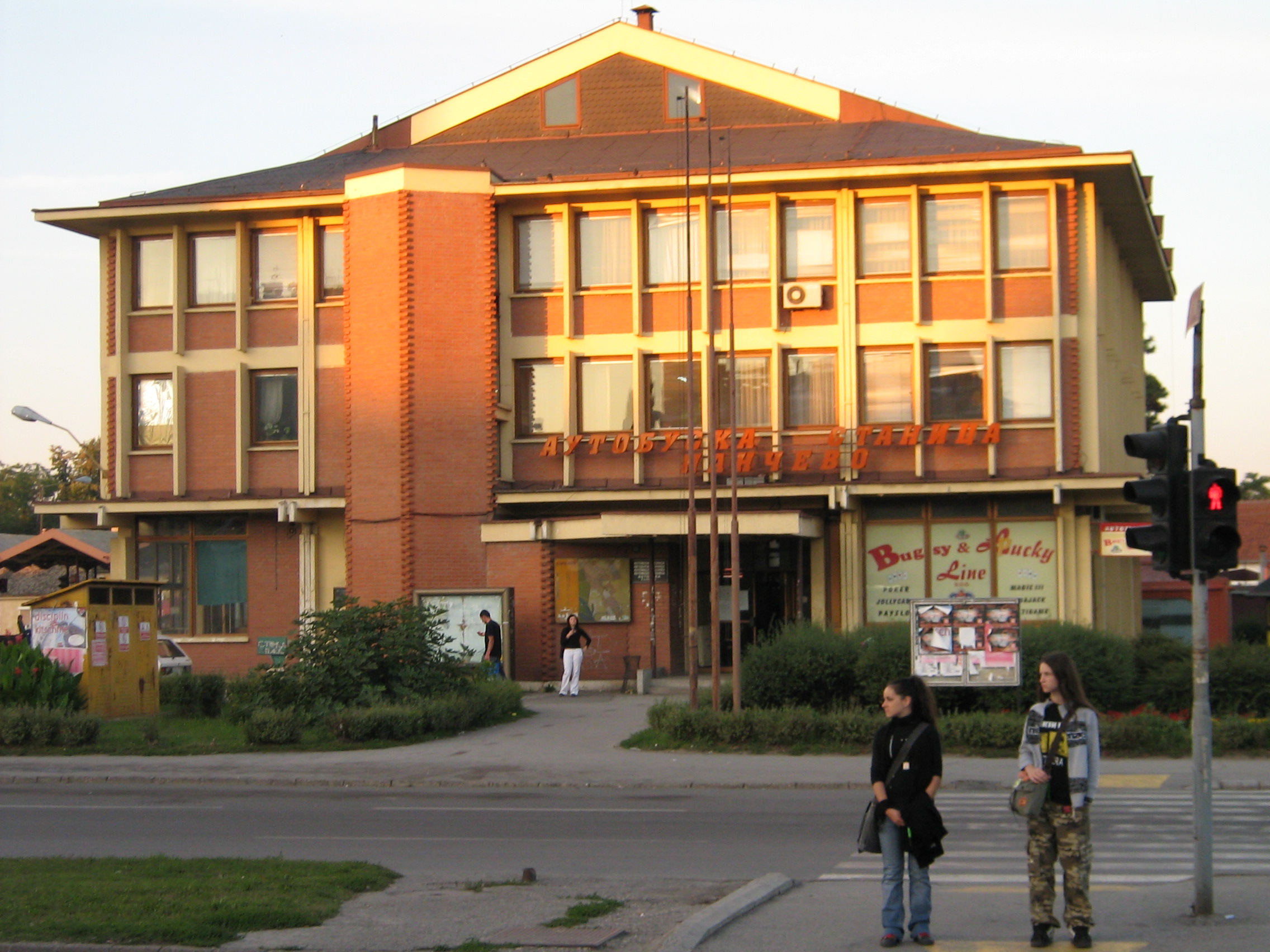
Автобусная станция
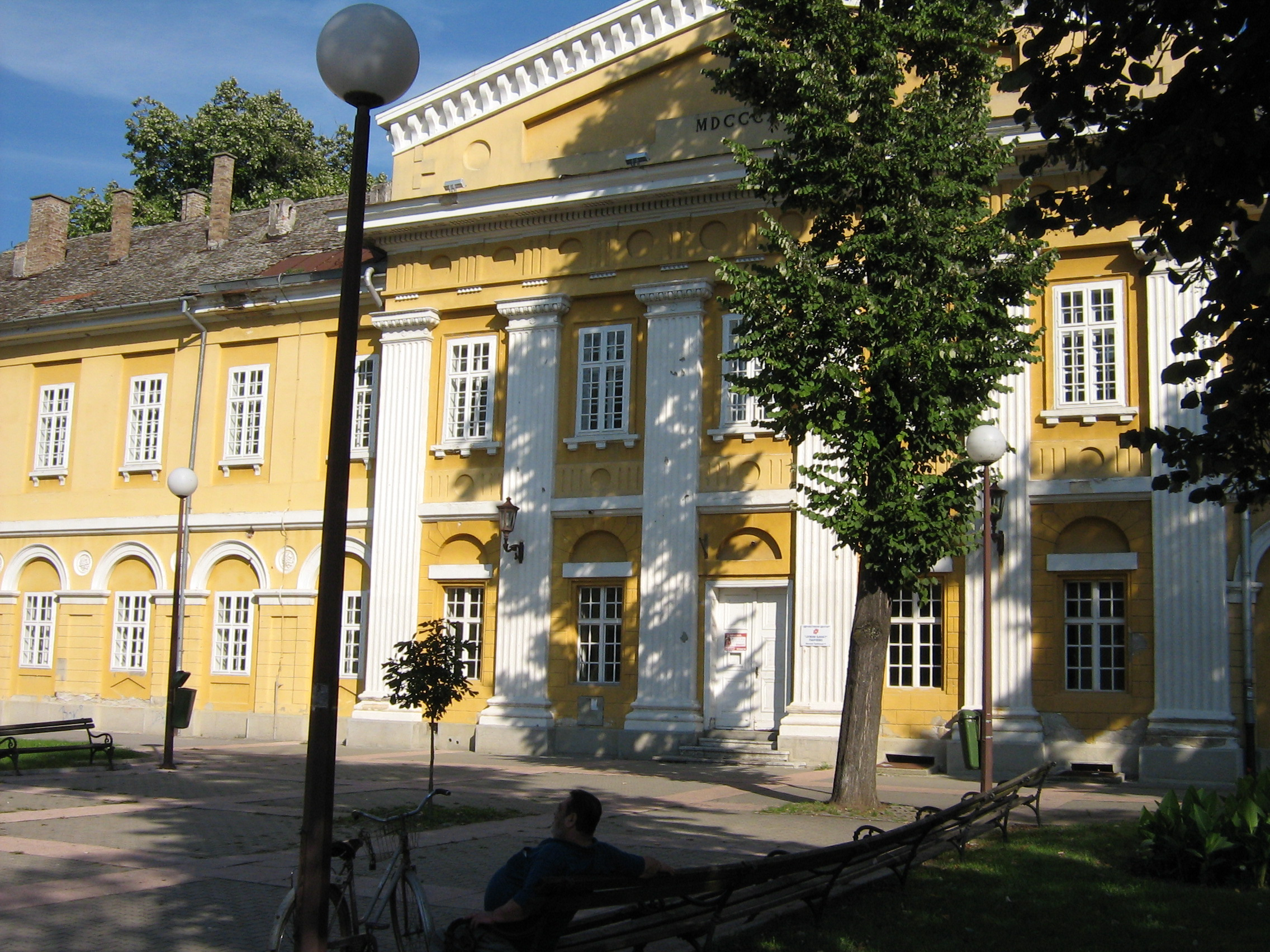
Больница
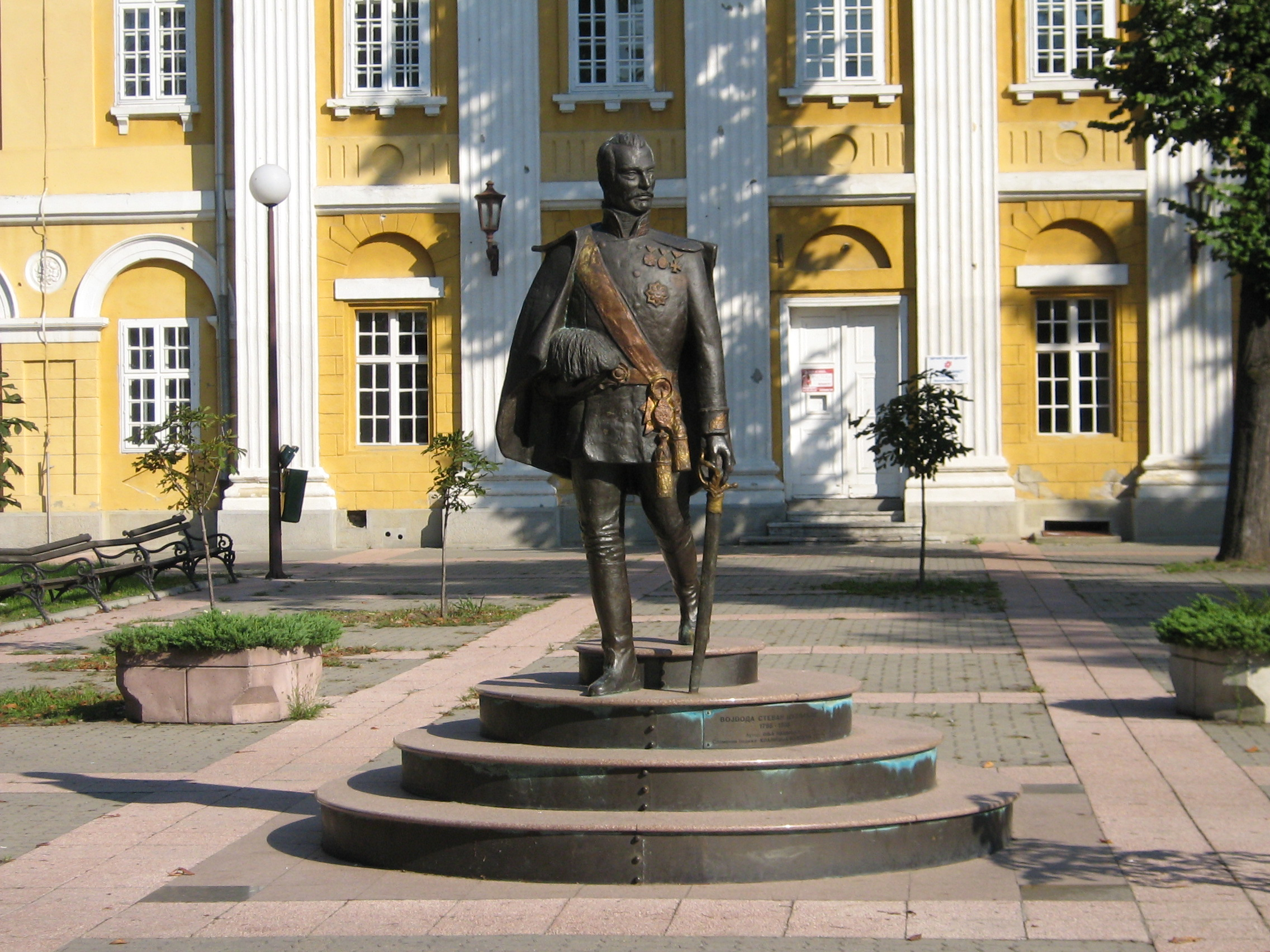
Статуя Стефана Шупликца перед больницей
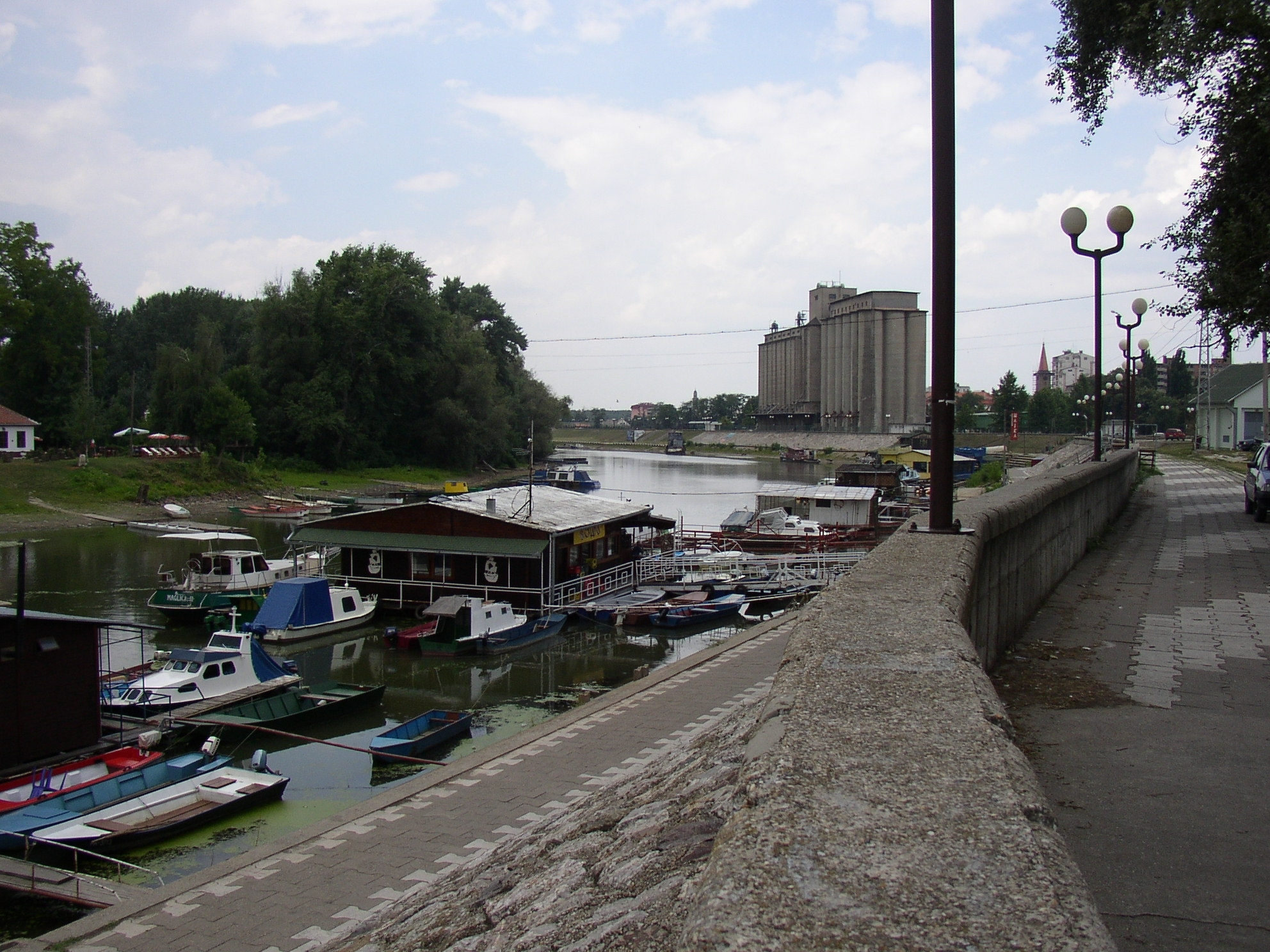
Тамиш в Панчеве
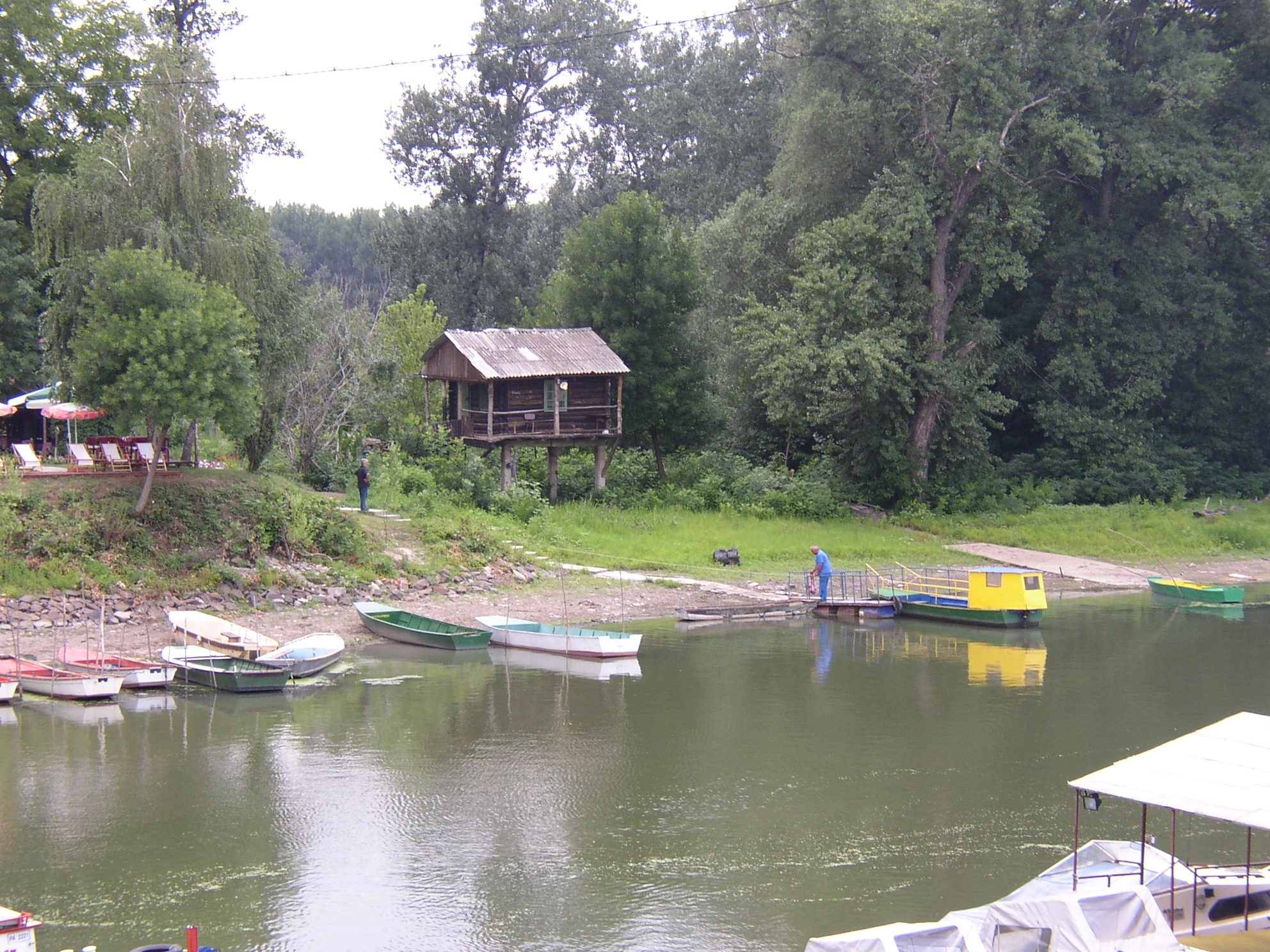
Рыбачий домик на Тамише
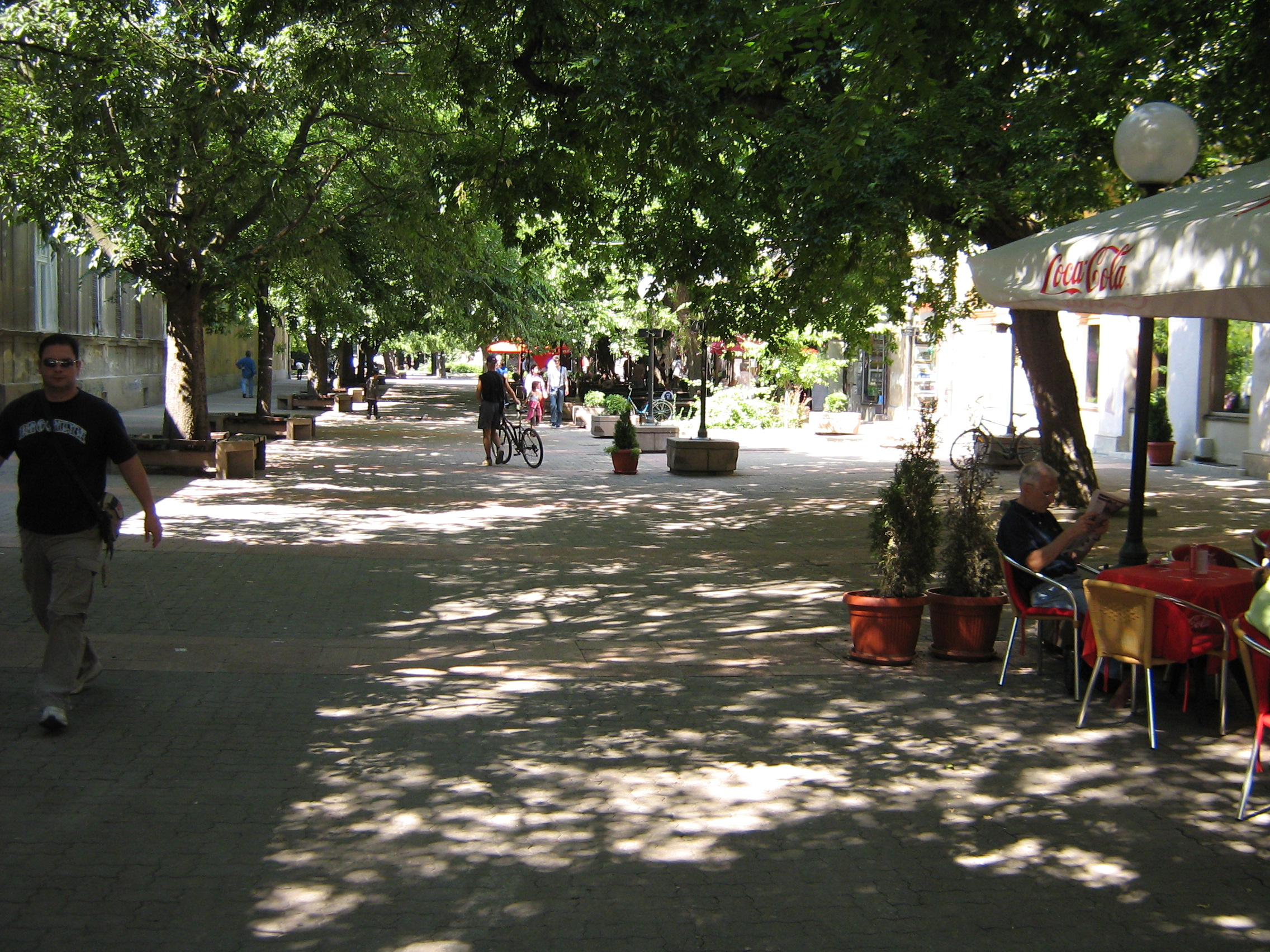